# Lyssytchansk
Lyssytchansk (ukrainien : Лисичанськ ; russe : Лисичанск, Lissitchansk) est une commune industrielle de l'oblast de Louhansk, en Ukraine, et le centre administratif de la ville du même nom. Sa population s'élevait à 95 031 habitants en 2021. Lyssytchansk se situe dans la région industrielle du Donbass, dans l'est de l'Ukraine.

## Géographie
Lyssytchansk est située sur la rive droite de la Donets, en Ukraine, à 8 km au sud-ouest de Sievierodonetsk et à 74 km au nord-ouest de Louhansk. La ville se trouve sur la rive sud de la rivière Donets, qui est le principal affluent du fleuve Don.

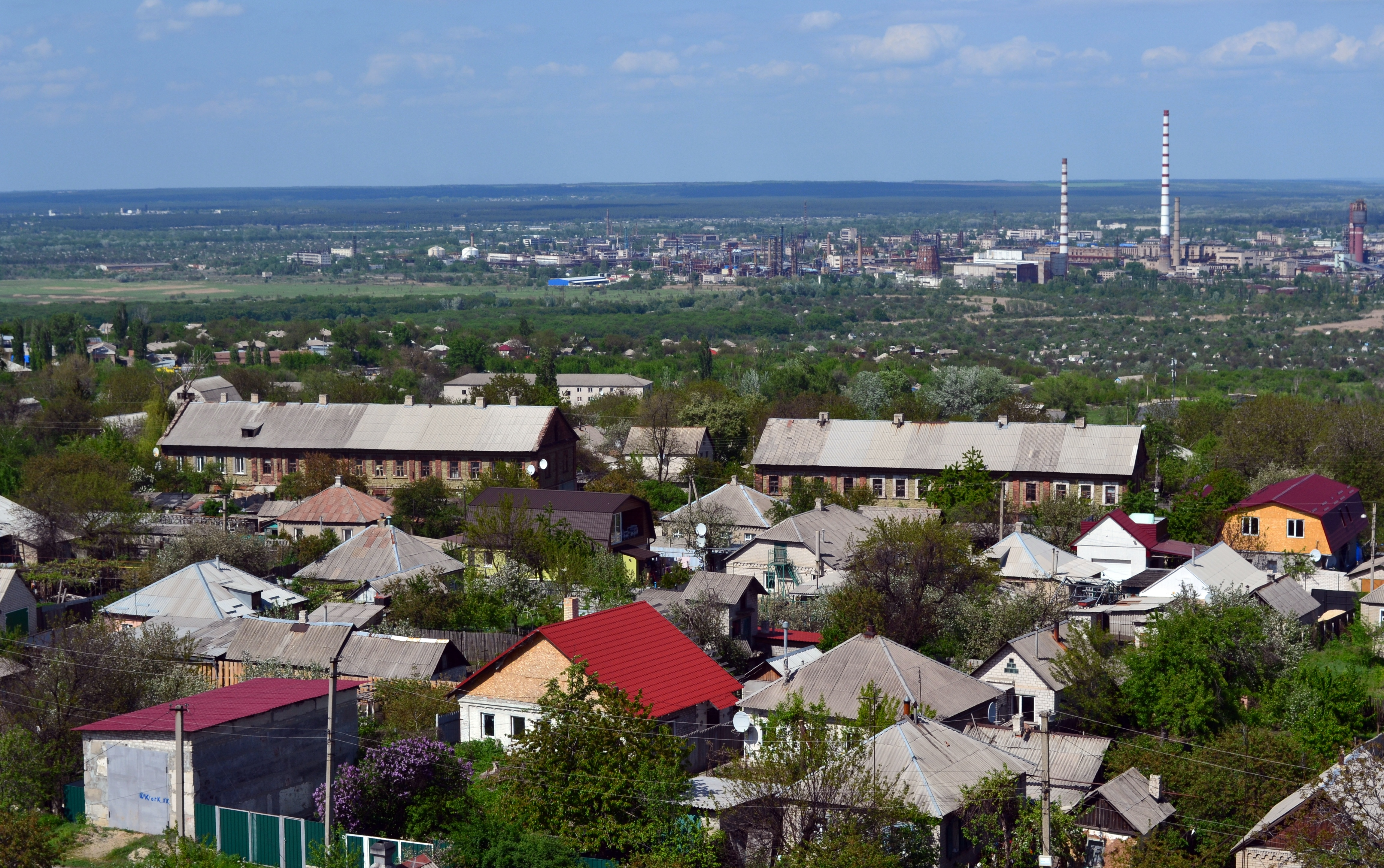
Vue générale de Lyssytchansk.
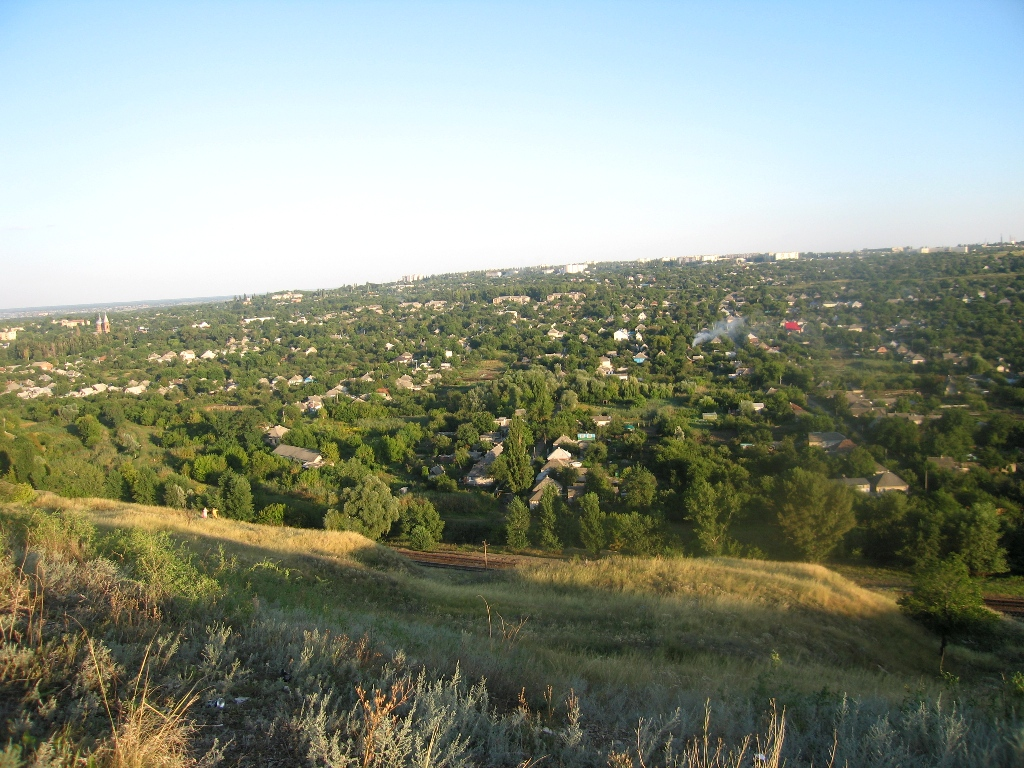
Abords de la ville.

## Histoire
Lissitchansk est fondée en 1795 sur le site de la première exploitation charbonnière du Donbass, ouverte en 1786. Elle accède au statut de commune urbaine en 1925, puis à celui de ville en 1938. Elle est devenue un foyer important de l'industrie chimique ukrainienne.
La ville est le théâtre d'affrontements armés, surtout les 22 et 23 juillet 2014 lors de la bataille pour Sievierodonetsk Lyssytchansk et Roubijné, entre l'armée ukrainienne et les unités de la « république populaire de Lougansk ». Le 24 juillet, le porte-parole du Conseil de sécurité et de défense de l'Ukraine annonce que la ville est encerclée par l'armée ukrainienne et que les forces armées séparatistes (notamment ceux du bataillon Fantôme) ne peuvent en sortir. Le lendemain, le 25 juillet, la ville est reprise par les Ukrainiens.
Le 2 mars 2022, dans le cadre de l'invasion de l'Ukraine par la Russie, Lyssytchansk est bombardée par les forces russes, ce qui déclenche plusieurs incendies dans la ville, et la tour de la télévision est attaquée. La ville, avec Sievierodonetsk, constitue l'une des dernières poches de résistance de l'armée ukrainienne dans l'oblast de Louhansk.
Le 30 mai 2022, le parquet national antiterroriste français déclare ouvrir une enquête pour crime de guerre, à la suite de l'attaque d'un convoi humanitaire qui a notamment causé la mort du journaliste reporter d'images français Frédéric Leclerc-Imhoff, sur la route de Lyssytchansk dans la région de Severodonetsk, . Ce journaliste travaillait pour le compte de la chaîne française BFM TV et a été victime d’un éclat d’obus alors qu’il circulait dans un véhicule blindé.
Le 25 juin 2022 débute la bataille de Lyssytchansk qui se termine le 3 juillet 2022 lorsque la ville est prise par les forces russes.

## Population
| 1923   | 1926   | 1939    | 1959    | 1970     | 1979     |
| ------ | ------ | ------- | ------- | -------- | -------- |
| 4 122* | 6 624* | 26 181* | 37 878* | 117 752* | 119 487* |

| 1989     | 2001     | 2007    | 2008    | 2009    | 2010    |
| -------- | -------- | ------- | ------- | ------- | ------- |
| 126 503* | 115 229* | 109 334 | 108 334 | 107 621 | 106 557 |

| 2011    | 2012    | 2013    | 2014    | 2015    | 2016    |
| ------- | ------- | ------- | ------- | ------- | ------- |
| 105 689 | 105 119 | 104 314 | 103 459 | 102 397 | 101 134 |

| 2017   | 2018   | 2019   | 2020   | 2021   | - |
| ------ | ------ | ------ | ------ | ------ | - |
| 99,889 | 98 226 | 97 251 | 96 161 | 95 031 | - |

## Lieux d'intérêt

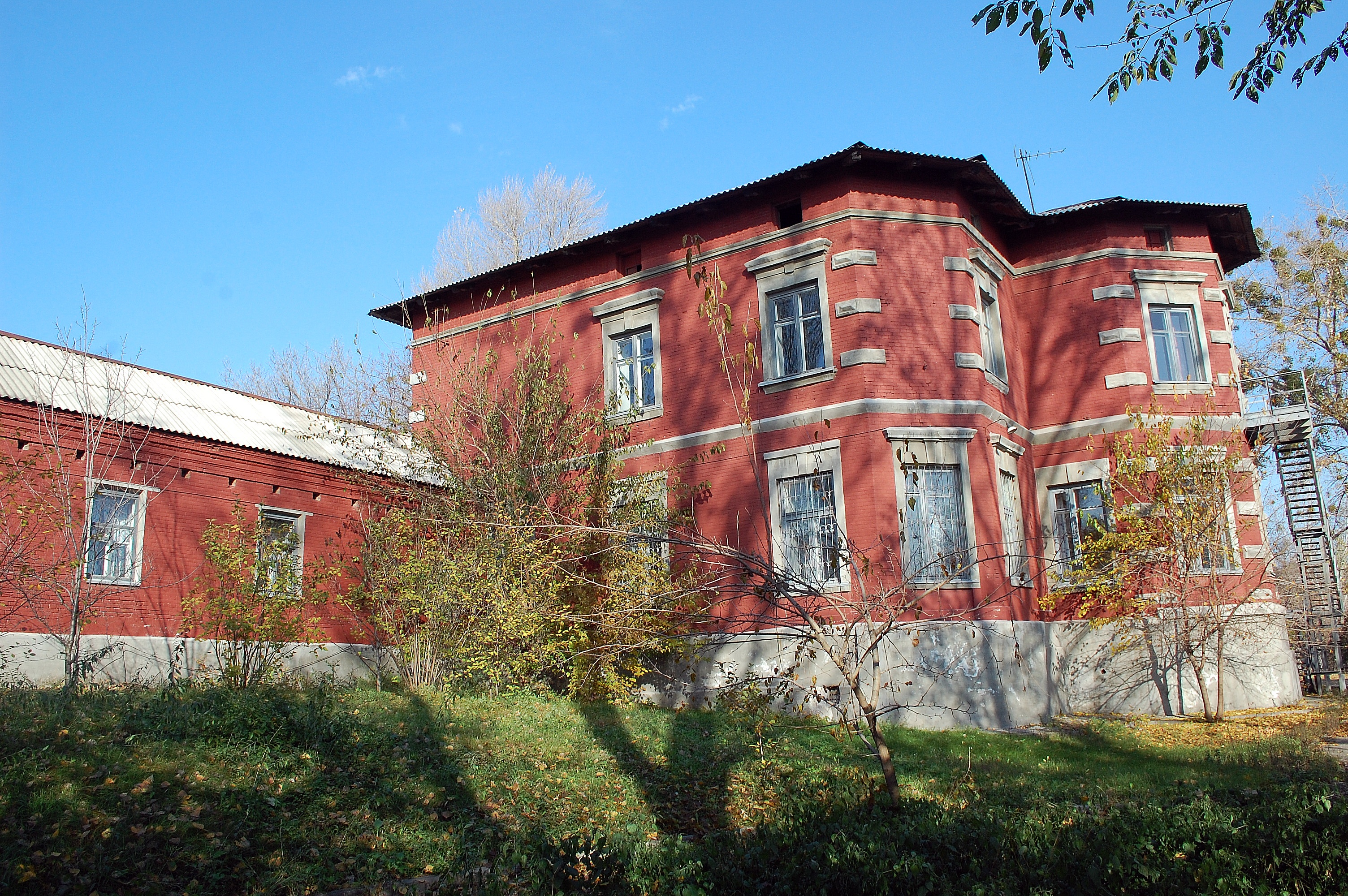
Maison de Sigmund Toeplitz, monument classé[20].
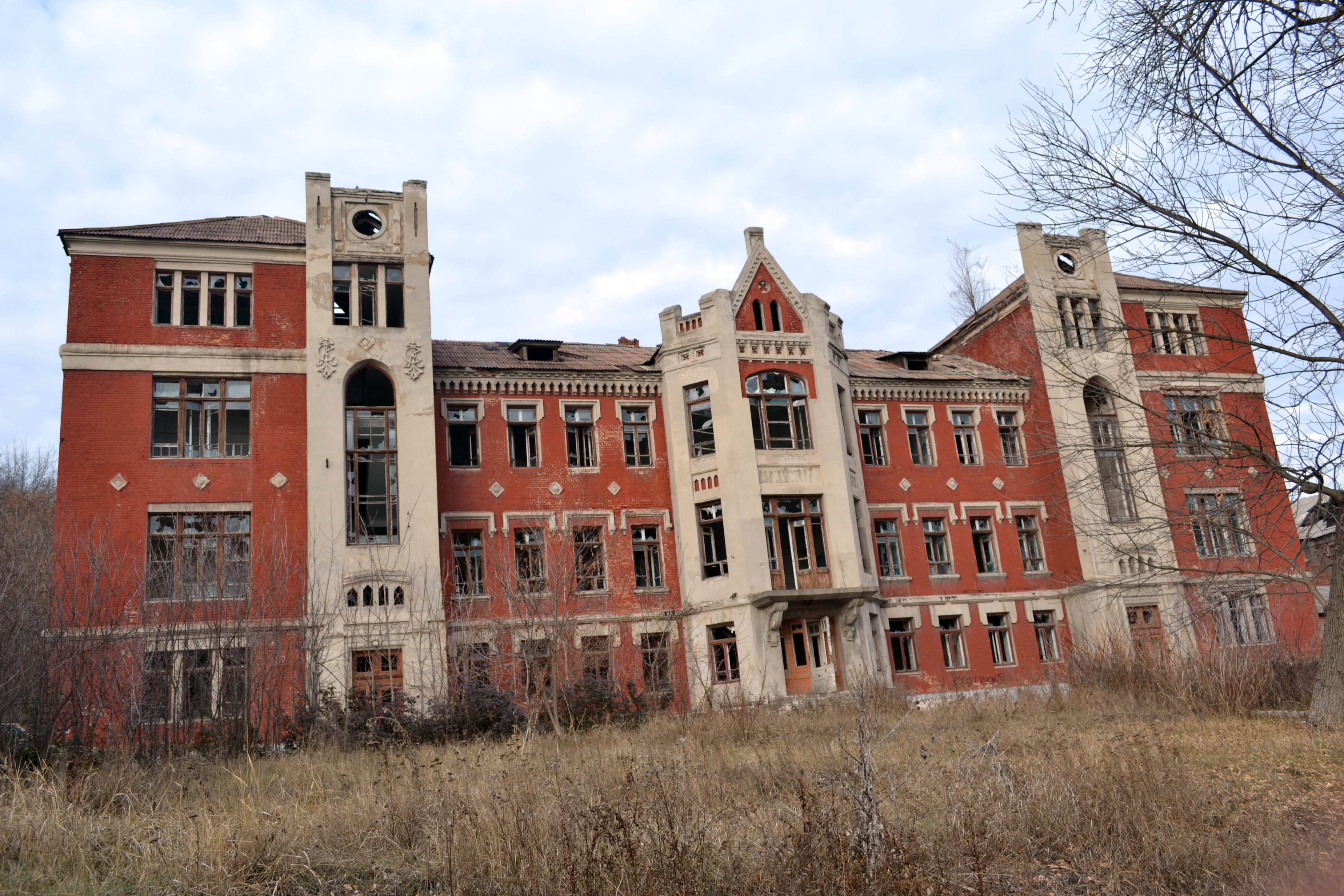
L'ancien hôpital belge, monument classé
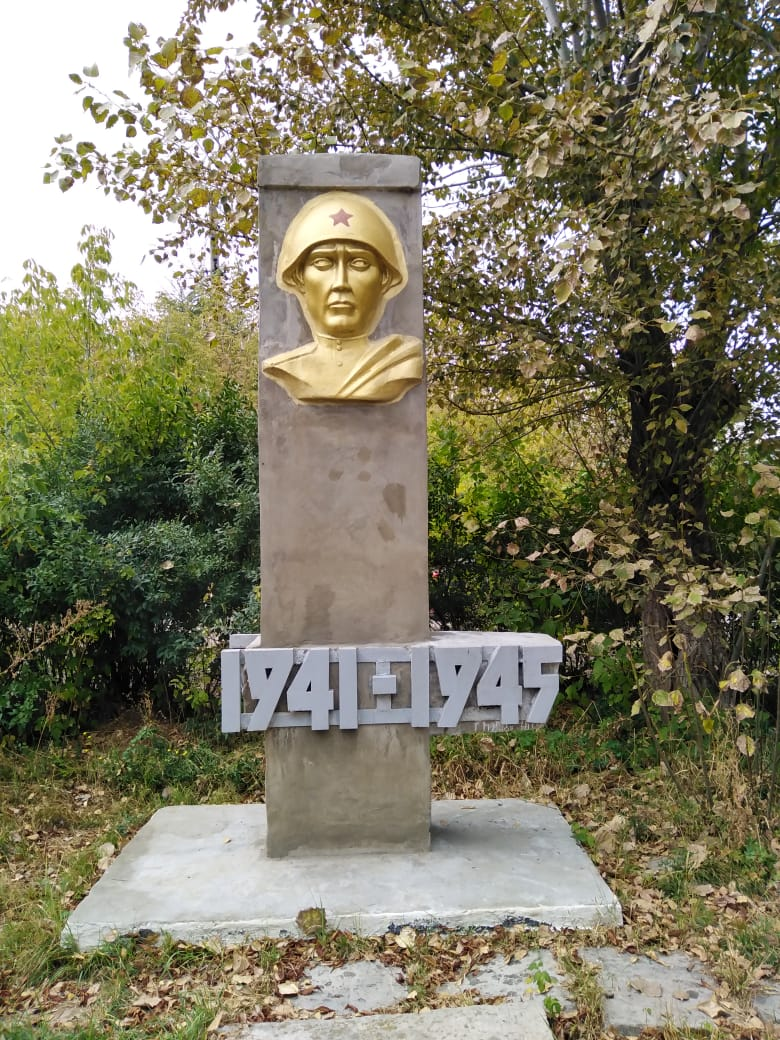
Monument aux travailleurs de l'usine Soda dans l’ancien hôpital belge, monument classé[22].
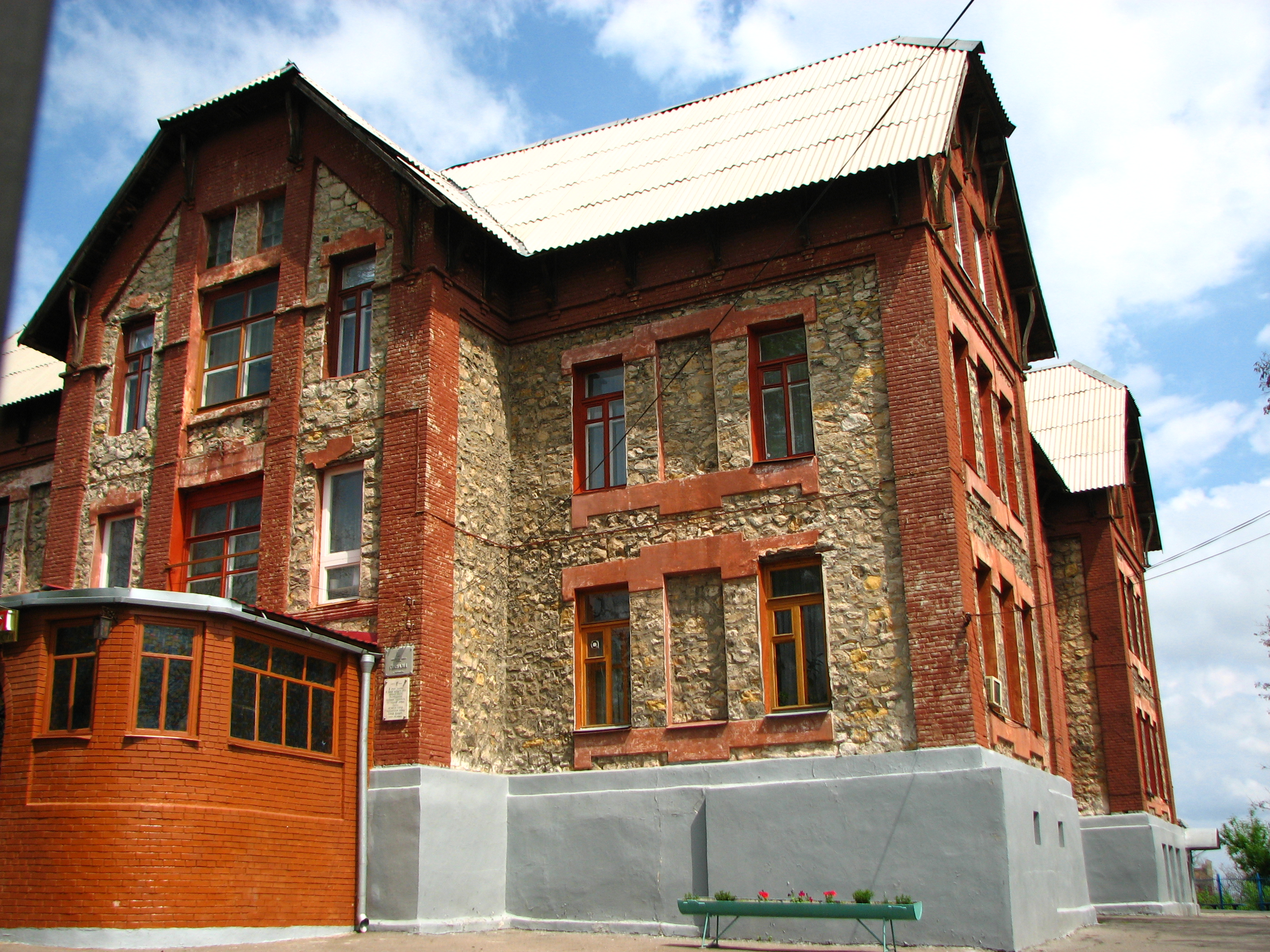
Le gymnasium, monument classé[23].
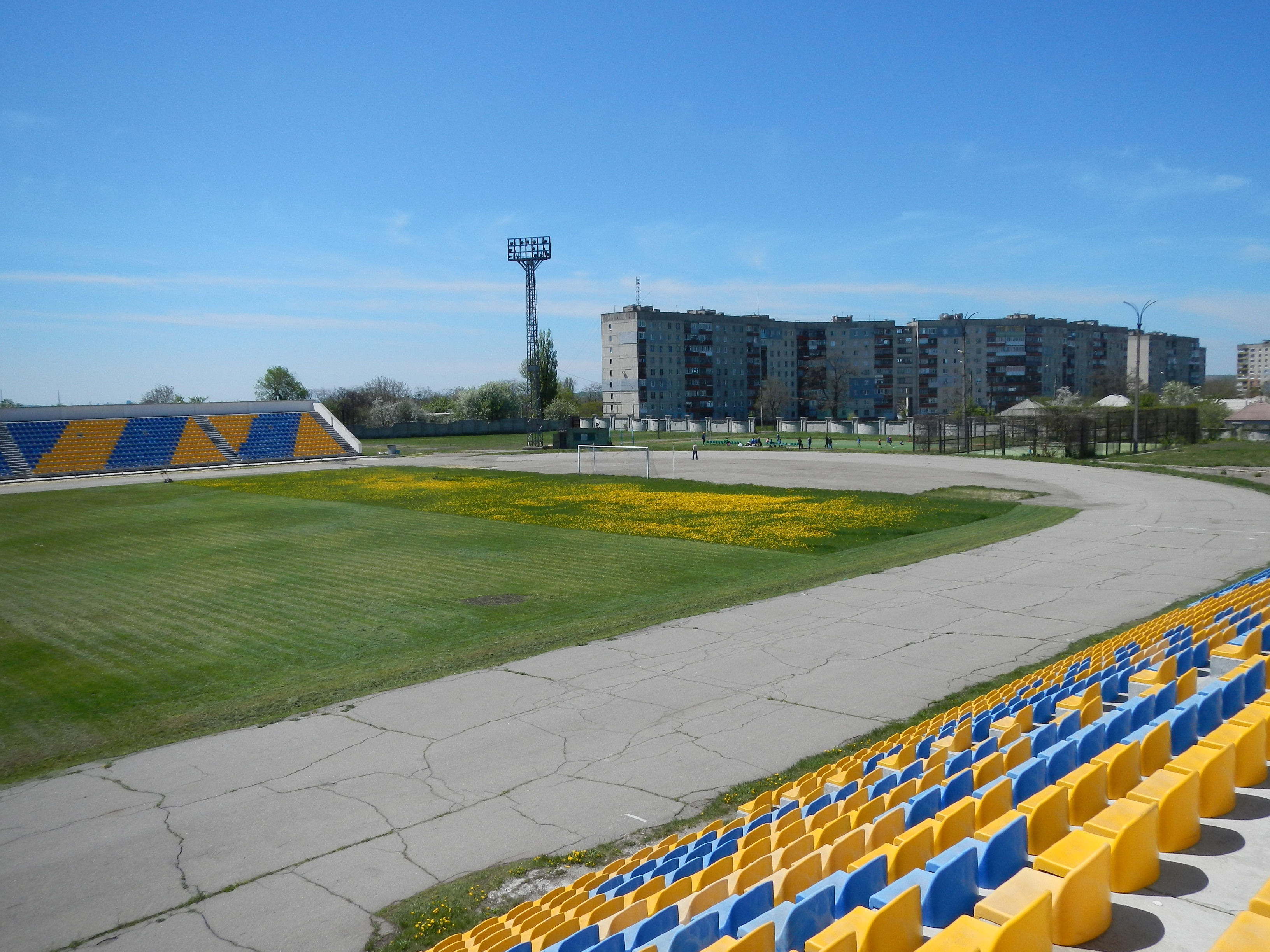
Le stade Chakhtar.

## Galerie d'images

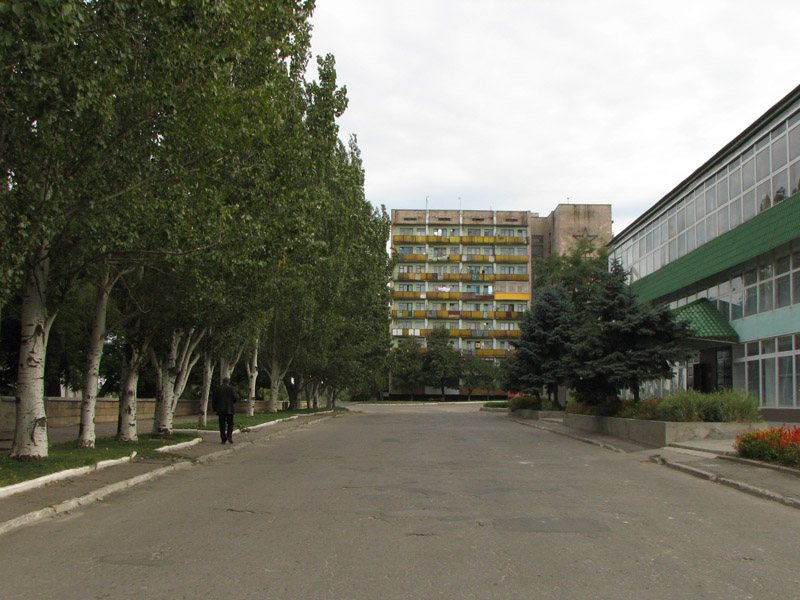
Rue du centre-ville.
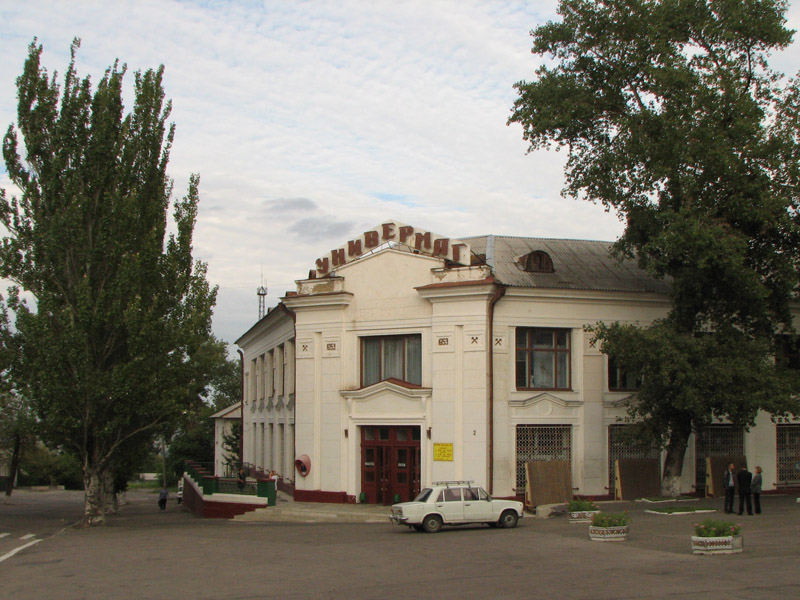
Grand magasin Dytiatchyi svit.
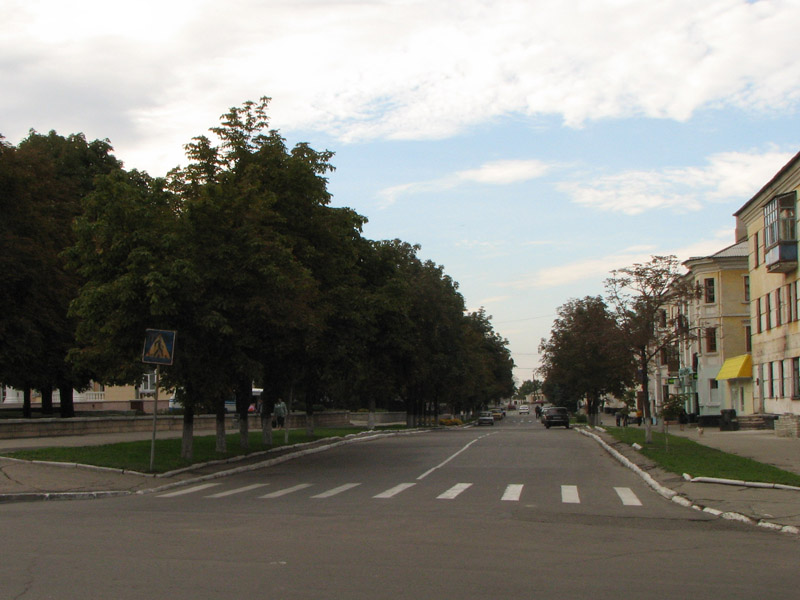
Rue.
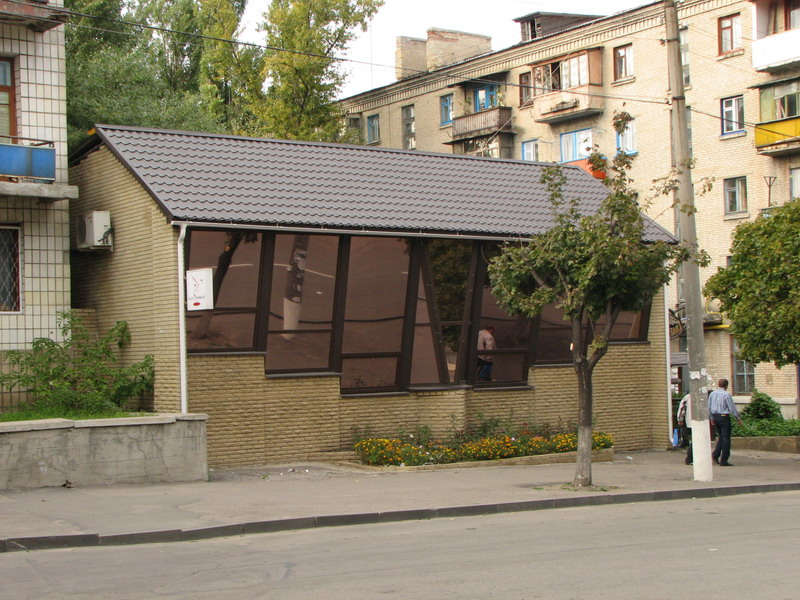
Bar Lyssytcha Balka.
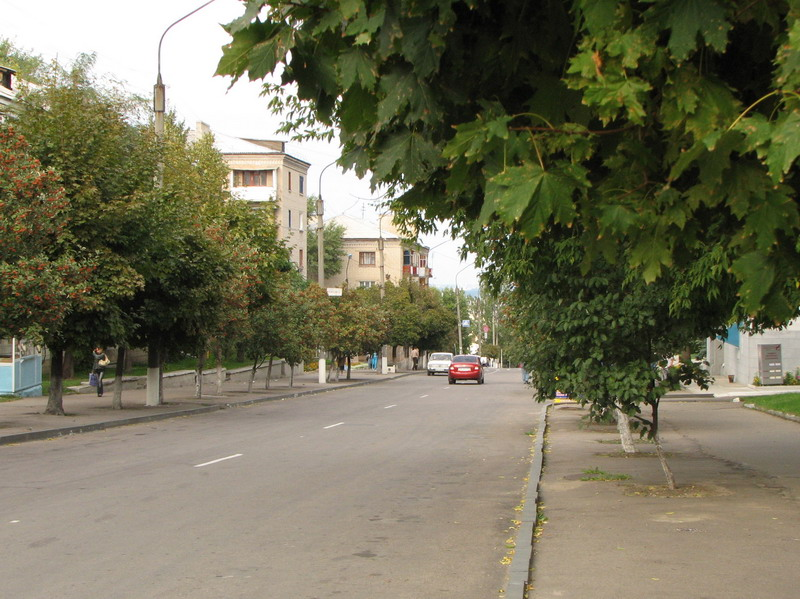
Rue du centre-ville.

## Économie

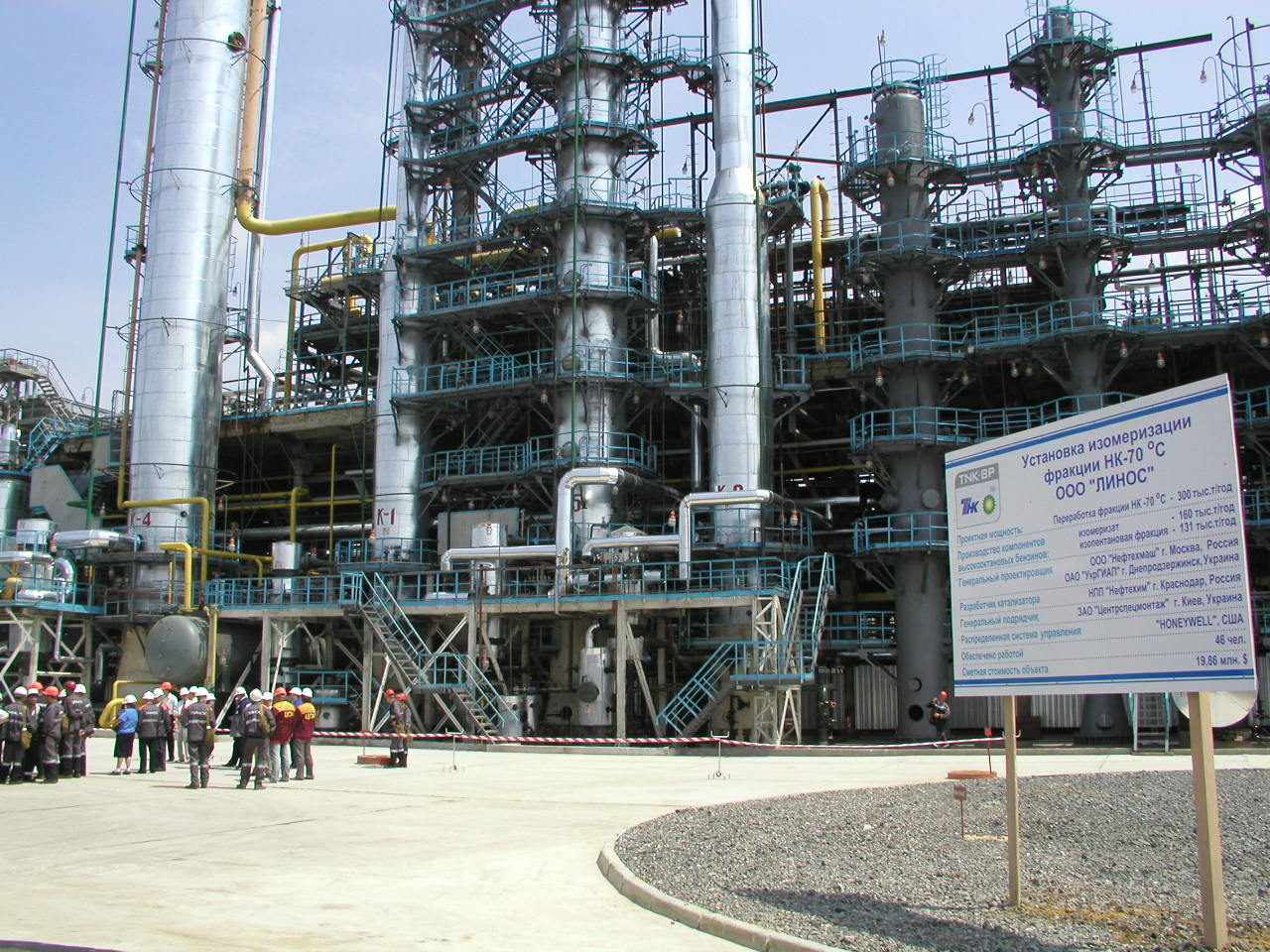
Vue partielle de la raffinerie de pétrole Linos.

L'économie de Lyssytchansk est dominée par l'industrie lourde : extraction du charbon, chimie et pétrochimie, industries du verre et du caoutchouc. Les principales entreprises sont :
- Lyssytchanskvuhillïa (en ukrainien : Лисичанськвугілля), qui exploite des mines de charbon. Ses six puits ont produit 319 000 tonnes de charbon en 2001. Elle compte 5 280 salariés en 2006 ;
- Proletariї (en ukrainien : Пролетарій) : verrerie fondée en 1913, comptant 2 830 salariés en 2006 ;
- Lynos (en ukrainien : Линос ou Лисичанськнафтооргсинтез) : raffinerie de pétrole et complexe pétrochimique mis en service en 1976. En 1991, elle raffine un record de 23,7 millions de tonnes de pétrole. Le complexe pétrochimique produit du polypropylène depuis 1994 et fait partie du groupe TNK-BP, une compagnie pétrolière russe fondée en 2003 et enregistrée aux îles Vierges britanniques.